# Görgényi Ernő
Görgényi Ernő István, ismertebb nevén Görgényi Ernő (Gyula, 1975 –) jogász, 2010-től Gyula város polgármestere.

## Élete
Apai és anyai ágon egyaránt többgenerációs gyulai családból származik, amely sok szálon kötődik a település történetéhez, megalapozva ezzel város iránti elkötelezettségét is. A 2010-es önkormányzati választásokon az egyéni választókörzeti képviselői cím mellett a polgármesteri székért is versenybe szállt, mind körzetében, mind polgármester-jelöltként a szavazatok 63 %-át megszerezve ért el sikert. 2014-ben megőrizte mind egyéni választókörzeti képviselői, mind polgármesteri címét, a szavazatok 67, illetve 69 %-ával. A 2019-es választáson ismét polgármesterré választották.
2020. május 18-án országos hírnévre tett szert, amikor kiderült, hogy – néhány héttel korábban – alaptalanul rendőrségi feljelentést tett egy gyulai ellenzéki aktivista ellen, aki egy tiltakozó akciót szervezett a koronavírus-járvány miatt elrendelt állítólagos kórházkiürítések miatt. Az aktivistát a rendőrség előállította, nála házkutatást tartottak. Az ügyészség bűncselekmény hiányában ejtette az ügyet. Az eset az Európai Parlament következő ülésén is szóba került.